# Plagiognathops microlepis
Plagiognathops microlepis är en fiskart som först beskrevs av Bleeker, 1871.  Plagiognathops microlepis ingår i släktet Plagiognathops och familjen karpfiskar. Inga underarter finns listade i Catalogue of Life.